# Johann Georg von Arnim

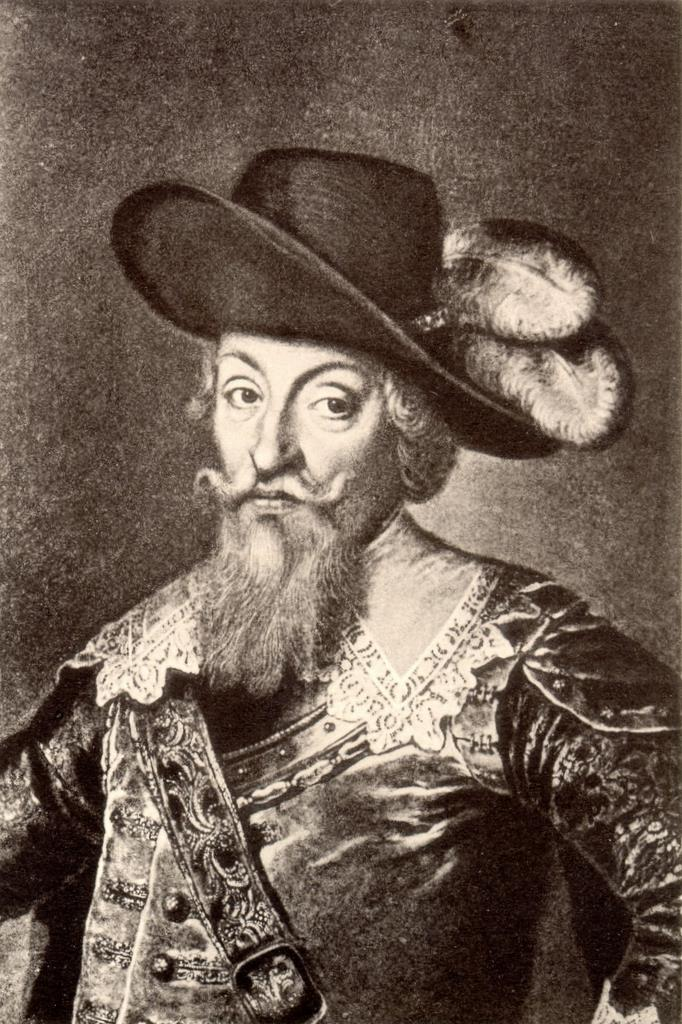
Johann Georg von Arnim

Johann Georg von Arnim, eller Hans Georg von Arnim, född 1583 i Boitzenburg, död 1641 i Dresden, var en tysk fältherre under trettioåriga kriget i svensk, polsk, sachsk och kejserlig tjänst, och statsman. 

## Biografi
Von Arnim var överste i svensk tjänst 1613-1615, därefter i polsk tjänst 1621-1622, åter i svensk tjänst 1623-1625, överste i kejserlig tjänst 1627 och avancerade till fältmarskalk 1628, innan han 1629 tog avsked. Han var därefter kursachisk överbefälhavare 1631-35, och gick åter i kejserlig tjänst 1641.
Von Arnim förde 1631 i slaget vid Breitenfeld de förbundnas vänstra flygel, och intog samma år Prag. 1634 besegrade han de kejserliga i slaget vid Liegnitz. Von Arnim var en kraftfull och duglig officer, övertygad lutheran och på samma gång tysk patriot. Han rådde Johan Georg att ansluta sig till svenskarna, men betraktades dock av dessa med misstroende som Johan Georg I av Sachsens förtroendeman och ledare av förhandlingarna med Albrecht von Wallenstein 1633. Fast han ogillade Pragfreden och urträdde ur sachsisk tjänst, misstänktes han dock av svenskarna för fientliga stämplingar, fängslades 1637 och fördes till Stockholm, men rymde 1638. Han var därefter svenskarnas bittre fiende och överenskom med kejsaren att uppsätta en här och med den erövra svenskarnas operationsbas Pommern, men dog strax därefter.